# Syngonanthus sinuosus
Syngonanthus sinuosus är en gräsväxtart som beskrevs av Silveira. Syngonanthus sinuosus ingår i släktet Syngonanthus och familjen Eriocaulaceae. Inga underarter finns listade i Catalogue of Life.